# Palfuria caputlari
Palfuria caputlari är en spindelart som beskrevs av Szüts och Rudy Jocqué 200. Palfuria caputlari ingår i släktet Palfuria och familjen Zodariidae.
Artens utbredningsområde är Tanzania. Inga underarter finns listade i Catalogue of Life.